# Я (слово ћирилице)
Я је слово које се од словенских ћирилица употребљава у руској, украјинској, белоруској и бугарској. Такође, употребљава се и у неколико несловенских језика (углавном туркијских језика из бившег СССРа). Изговара се као ја, али када стоји иза неких слова, изврши се јотовање.